# Créateur de caractères
Pour l'artisan, voir Typographe.
Un créateur de caractères typographiques est une personne dont l’activité est de concevoir, dessiner et réaliser des caractères typographiques.
En français, on peut parler de concepteur, de dessinateur de caractères, de polices, il n’existe pas de terme clairement défini comme l’équivalent anglais type designer ou font designer. On emploie aussi le terme de typographe, qui peut néanmoins prêter à confusion avec le métier de l’imprimeur typographe, raison pour laquelle beaucoup refusent cette appellation.

## Définition
À l’origine, c’était un dessinateur, qui confiait à un graveur le soin de réaliser des poinçons, qui servaient d’empreinte à des matrices pour la fonte des caractères en plomb dans une fonderie typographique. Beaucoup de créateurs de caractères étaient eux-mêmes auteurs des poinçons et fondeurs, ayant une formation d’orfèvre.
Aujourd’hui, le créateur de caractères mène son travail de bout en bout, seul ou en collaboration, pour aboutir à des polices numériques. Sa formation est généralement assurée par des écoles d’art, généralistes mais aussi spécialisées dans les arts graphiques. Une formation en calligraphie est souvent complémentaire. Les créateurs de caractères travaillent soit en indépendant, soit au sein d’entreprises de création typographique qui ont conservé le nom de fonderies, bien qu’on n’y fonde plus du plomb, mais qu’on y réalise des polices numériques. Leurs clients peuvent être des collectivités publiques (polices de signalisation routière, de transports), des entreprises commerciales (identités visuelles, logotypes), des entreprises de presse (l’exemple historique est la police Times créée pour le journal The Times par Stanley Morison en 1932)…
La création de typographie et les chartes graphiques sont, dans certains pays, des propriétés intellectuelles protégées par le droit d'auteur,.
La création de caractères typographiques est une des disciplines de la catégorie « Arts graphiques » donnant accès au titre de Meilleur ouvrier de France.

## Histoire
Dès les débuts de l’imprimerie, depuis Gutenberg, les créateurs de caractères sont les imprimeurs, donc le terme de typographe inclut naturellement la création des caractères et le travail de l’impression. Leur rôle consiste à suivre au plus près l’écriture manuscrite des copistes. À mesure de la diffusion de l’imprimerie, le dessin de la lettre typographique se différencie de plus en plus de l’écriture manuscrite. Les abréviations, les ligatures diminuent progressivement, tandis qu’apparaissent des signes nouveaux, la différenciation des u et des v, des i et des j, les signes de ponctuation, etc. Tout au long de l’histoire, les grands imprimeurs laissent leur nom à un caractère : Elzévir, Plantin, Garamond, Didot, etc. L’Italien Alde Manuce introduit l’italique. Un nouveau métier apparaît, celui de fondeur de caractères, qui fournit plusieurs imprimeurs avec ses productions, comme les Fournier au XVIIIe siècle, puis les fonderies qui se développent aux XIXe et XXe siècles (Deberny et Peignot en France), jusqu’à leur disparition et leur remplacement par des fonderies numériques.

## Technique
La lettre est dessinée à la main, de manière sommaire, puis précisée progressivement, en fonction des choix établis par le créateur ou ses commanditaires. La police dessinée, avec la totalité de ses glyphes, est alors scannée et numérisée, généralement en dessin vectoriel via des logiciels tels que Glyphs ou FontLab, puis retravaillée. C’est un travail long, mais chaque famille de caractères présente de nombreuses caractéristiques communes qui permettent de simplifier la mise au point (épaisseur et hauteur des fûts — dits aussi hampes ou hastes, forme des empattements, courbes, etc.). Il faut ensuite régler les approches, c'est-à-dire la distance idéale entre toutes les paires de caractères, afin d'obtenir une harmonie visuelle qui contribue à une bonne lisibilité.
Les quatre préceptes techniques du célèbre créateur de caractères Giambattista Bodoni (qui a réalisé et publié le premier Manuel typographique) sont les suivants :
- Le premier est l'uniformité, la cohérence et la régularité du dessin qui consiste dans la compréhension que nombre des caractères d'un alphabet ont des éléments en commun qui doivent se retrouver dans chacun d'eux.
- Le deuxième est l'élégance unie à la pureté par la juste taille et la finition méticuleuse [pour obtenir] des caractères purs et délicats.
- Le troisième principe est le bon goût : le typographe doit rester fidèle à une pure simplicité et ne jamais oublier sa « dette » envers les meilleures lettres écrites dans le passé.
- La quatrième qualité, affirme Bodoni, c'est le charme, une qualité difficile à définir, mais qui est présente dans ces lettres qui donnent l'impression d'avoir été écrites (...) avec beaucoup de calme, comme un acte d'amour.